# Wen od Hana
Car Wen od Hana (202. pr. Kr.–157. pr. Kr.) bio je kineski car iz dinastije Han. Osobno ime mu je bilo Heng.
Liu Heng je bio sin osnivača dinastije, cara Gaoa od Hana i carice Bo, kasnije carice-majke. Kada mu je otac suzbio pobunu Daija, svom sinu Liu Hengu je dao titulu princ od Daija.
Nakon smrti carice majke Lü, dvorski službenici su eliminirali moćni klan Lü te namjerno odlučili da princ od Daija mora biti sljedeći car, s obzirom na to da njegova majka, carica Bo, nije imala moćnu rodbinu, a bila je poznata po promišljenosti i skromnosti.  Njegova je vladavina donijela političku stabilnost i stvorila osnov za prosperitet koji je obilježio vladavinu njegovog unuka Wua. 
Prema drevnim povjesničarima, car Wen je u državnim poslovima slušao svoje savjete; pod uticajem taoističke supruge carice Dou nastojao je i izbjegavati nepotrebne troškove.
Najvažniji događaj njegove vladavine se zbio godine 165. pr. Kr. kad je uveo sistem ispita za javnu službu, koji će postati jedan od najvažnijih instituta kineske države.

## Obitelj
Wen je bio oženjen caricom Dou. Ljubavnice su mu bile konkubine Ji i Shen.
Dou mu je rodila nasljednika Jinga. Ostala djeca su mu bila:
- Wu, princ od Daija, Huaiyanga i Lianga
- Can (sin)
- Yi (sin)
- Changping (kći)
- Piao (kći)